# Liste der Mitglieder des liechtensteinischen Landtags (1882)
Diese Liste führt die Mitglieder des Landtags des Fürstentums Liechtenstein auf, der aus den Landtagswahlen des Jahres 1882 hervorging. Die vom Volk zwischen dem 19. April und dem 25. April 1882 gewählten Wahlmänner trafen sich am 2. Mai 1882 in Vaduz und am 3. Mai in Mauren. Im Wahlkreis Oberland wurden sieben Abgeordnete gewählt, im Wahlkreis Unterland fünf. Außerdem wurden am 19. Mai 1882 drei Abgeordnete vom Landesfürsten Johann II. ernannt.
Um in den Landtag gewählt zu werden, benötigte man in den ersten beiden Wahlgängen die absolute Mehrheit aller anwesenden Wahlmänner. Konnten bis dahin immer noch nicht genügend Abgeordnete gewählt werden, reichte im dritten Wahlgang die relative Mehrheit.

## Anzahl der Wahlmänner
Nach der Liechtensteinischen Verfassung wurde der Landtag nicht direkt, sondern mittels Wahlmännern gewählt. Zwischen dem 19. April und dem 25. April 1882 fanden die Wahlen in den Schulhäusern aller Gemeinden statt. Die Anzahl der Wahlmänner, die eine Gemeinde stellte, richtete sich nach der Anzahl der Einwohner der Gemeinde. Für 100 Einwohner stellte sie zwei Wahlmänner, wobei die Einwohnerzahl auf volle 100 kaufmännisch gerundet wurde. Für die Landtagswahl 1882 stellten die elf Gemeinden folgende Wahlmänner.
| Gemeinde     | Wahlmänner |
| ------------ | ---------- |
| Balzers      | 24         |
| Eschen       | 20         |
| Gamprin      | 8          |
| Mauren       | 20         |
| Planken      | 2          |
| Ruggell      | 12         |
| Schaan       | 22         |
| Schellenberg | 8          |
| Triesen      | 24         |
| Triesenberg  | 22         |
| Vaduz        | 20         |
| Gesamt       | 182        |

## Liste der Mitglieder
Die Wahlmänner des Wahlkreises Oberland trafen sich am 2. Mai 1882 im Schlosssaal in Vaduz, um die Wahl der Abgeordneten durchzuführen. Die Wahlmänner aus Unterland trafen sich einen Tag später, am 3. Mai 1882, im Batlinerschen Gasthaus in Mauren. Seit 1877 galt dabei, dass die Wahl auf jeden Fall zur angekündigten Uhrzeit begonnen wurde, auch wenn nicht alle Wahlmänner anwesend waren. Daher waren von den 114 aus dem Wahlkreis Oberland gewählten Wahlmännern nur 105 anwesend, von den 68 Unterland-Wahlmännern fehlte einer.
Bei der Wahl im Oberland wurden bereits im ersten Wahlgang acht Abgeordnete mit absoluter Mehrheit gewählt. Die letzten beiden, Wilhelm Schlegel und Wendelin Erni, erhielten beide 54 Stimmen, weswegen es zwischen beiden einen Losentscheid hätte geben müssen. Da aber gleichzeitig drei der acht gewählten die Wahl nicht annahmen, wurde trotzdem ein weiterer Wahlgang nötig. Erst im dritten Wahlgang konnte ein sechster Abgeordneter gewählt werden, der siebte rekrutierte sich aus dem Stellvertreter mit den meisten Stimmen, nämlich Ferdinand Walser.
Als die Wahlmänner aus der Gemeinde Schaan bemerkten, dass kein einziger Abgeordneter aus ihrer Gemeinde gewählt wurde, verliessen sie aus Protest das Wahllokal. Die Wahl konnte trotzdem zu Ende geführt werden, da immer noch mehr als die benötigten zwei Drittel der Wahlmänner übrig blieben.
| Name                   | Wahlkreis | Bemerkungen                                                                           |
| ---------------------- | --------- | ------------------------------------------------------------------------------------- |
| Josef Anton Amann      | Oberland  | Erster Wahlgang                                                                       |
| Xaver Bargetze         | Oberland  | Erster Wahlgang                                                                       |
| Franz Josef Beck       | Oberland  | Dritter Wahlgang                                                                      |
| Franz Josef Biedermann | Unterland | Erster Wahlgang                                                                       |
| Christian Brunhart     | Oberland  | Erster Wahlgang                                                                       |
| Johann Baptist Büchel  | Ernennung | wurde für Josef Erni zum Abgeordneten ernannt                                         |
| Josef Erni             | Ernennung | verstarb am 11. Dezember 1882, für ihn wurde Johann Baptist Büchel der Ältere ernannt |
| Wendelin Erni          | Oberland  | Erster Wahlgang                                                                       |
| Gebhard Gantner        | Ernennung |                                                                                       |
| Johann Gstöhl          | Unterland | rückte 1885 für Peter Marxer nach                                                     |
| Sebastian Heeb         | Unterland | Erster Wahlgang                                                                       |
| Jakob Kaiser           | Unterland | Zweiter Wahlgang                                                                      |
| Franz Josef Kind       | Ernennung |                                                                                       |
| Peter Marxer           | Unterland | Erster Wahlgang; verstarb am 5. Juni 1885, für ihn rückte Johann Gstöhl nach          |
| Martin Oehri           | Unterland | Erster Wahlgang                                                                       |
| Albert Schädler        | Oberland  | Erster Wahlgang                                                                       |
| Johann Alois Schlegel  | Oberland  | Erster Wahlgang; nahm die Wahl nicht an                                               |
| Wilhelm Schlegel       | Oberland  | Erster Wahlgang; nahm die Wahl nicht an                                               |
| Ferdinand Walser       | Oberland  | rückte vor Beginn der Legislaturperiode nach                                          |
| Franz Wolfinger        | Oberland  | Erster Wahlgang; nahm die Wahl nicht an                                               |

## Liste der Stellvertreter
Nach den Abgeordneten wurden deren Stellvertreter gewählt. Ebenfalls wurde hier in den ersten zwei Wahlgängen eine absolute Mehrheit und im dritten Wahlgang eine relative Mehrheit benötigt.
| Name                  | Wahlkreis | Bemerkungen                                         |
| --------------------- | --------- | --------------------------------------------------- |
| Josef Isidor Brunhart | Oberland  | Zweiter Wahlgang                                    |
| Johann Gstöhl         | Unterland | Zweiter Wahlgang; rückte 1885 für Peter Marxer nach |
| Franz Josef Kind      | Unterland | Erster Wahlgang; nahm die Wahl nicht an             |
| Rudolf Quaderer       | Oberland  | Erster Wahlgang; nahm die Wahl nicht an             |
| Franz Josef Ritter    | Unterland | Dritter Wahlgang                                    |
| Ferdinand Walser      | Oberland  | Zweiter Wahlgang; rückte in den Landtag nach        |